# 阿娜答得了憂鬱症
《阿娜答得了憂鬱症》（日语：ツレがうつになりまして。）是日本漫畫家細川貂貂的日本漫畫作品。曾被改編成電視劇及電影。電影版由導演佐佐部清執導，於2011年11月25日在台灣上映。本片亦為2011年金馬國際影展閉幕片。

## 故事概要
故事取材自作者細川貂貂與丈夫望月昭的經歷，描述作者發現丈夫罹患憂鬱症後，夫妻倆在丈夫接受治療期間經歷的過程、憂鬱症的相關知識、心態轉折。作者在丈夫痊癒後，將這段經歷繪製成漫畫出版。夫妻其後亦於真人電影版客串演出。

## 出版書籍
阿娜答得了憂鬱症（ツレがうつになりまして）
- 單行本：2006年3月23日發售、ISBN 4-34-401143-0
- 文庫版：2009年4月27日發售、ISBN 978-4-34-441302-3
- 中文版：2007年3月28日發售、ISBN 978-986-185-047-4

之後的阿娜答得了憂鬱症（その後のツレがうつになりまして。）
- 單行本：2007年11月21日發售、ISBN 978-4-34-401418-3
- 文庫版：2009年4月27日發售、ISBN 978-4-34-441303-0

7年後的阿娜答得了憂鬱症（7年目のツレがうつになりまして。）
- 單行本：2011年9月7日發售、ISBN 978-4-34-402046-7
- 文庫版：2013年4月10日發售、ISBN 978-4-34-442008-3

## 電視劇
於2009年5月29日至6月12日播出，全3集。由藤原紀香和原田泰造主演。監修由精神科醫師野村總一郎擔當。
2010年5月28日發售DVD。

### 登場人物
早川家
- 早川典子 - 藤原紀香
- 早川明 - 原田泰造

如月家
- 如月さつき - 濱田マリ
- 如月修平 - 小木茂光

外資系IT関連会社
- 野島（明的同僚） - 設楽統（香蕉人）（第1話、第2話）
- ジョン（明的上司・本社的重役） - 宮澤米歇爾（第1話、第2話）
- 黒川（明的同僚） - 椎名法子
- 加藤（明的同僚） - 駿河太郎
- 担当部長 - 中根徹（第1話）

### 製作人員
- 原作 - 細川貂貂
- 脚本 - 森岡利行
- 主題曲 - 大貫妙子「Tema Purissima」
- 醫學監修 - 野村総一郎（防衛医科大学校）
- 英語翻譯 - 豊崎洋子
- 英語指導 - Stuart Varnam-Atkin
- 資料提供 - 望月昭
- 制作統括 - 田村文孝、合津直枝
- 演出 - 合津直枝、佐藤善木
- 制作、著作 - NHK、TV Man Union

### 播放日程
| 話數                                                         | 播放日期      | 副標題 | 演出     | 收視率 |
| ------------------------------------------------------------ | ------------- | ------ | -------- | ------ |
| 第1話                                                        | 2009年5月29日 |        | 合津直枝 | 6.7%   |
| 第2話                                                        | 2009年6月5日  |        | 佐藤善木 | 7.7%   |
| 最終話                                                       | 2009年6月12日 |        | 佐藤善木 | 6.7%   |
| 平均收視率 7.03%（收視率由關東地區・Video Research進行社調） |               |        |          |        |

## 電影
本片以可愛又溫馨的方式，描述了一對結婚五年的夫妻，在丈夫因為工作壓力而罹患憂鬱症之後，夫妻一同對抗病魔的故事。

### 登場人物
- 髙崎晴子：宮崎葵

髙崎幹夫的妻子，是個漫畫家。
- 髙崎幹夫：堺雅人

晴子結婚五年的丈夫，個性一絲不苟，加上工作壓力過大，導致罹患了憂鬱症。
- 栗田保男：大杉漣
- 栗田里子：余貴美子
- 津田部長：田村三郎

髙崎幹夫的上司
- 三上隆：梅澤富美男

髙崎幹夫所接洽的顧客，也是其工作壓力的主要來源
- 加茂院長：田山涼成
- 杉浦：吹越滿

加茂診所的患者。
- 川路：犬塚弘

乾坤堂骨董店的人。

### 製作人員
- 原作 - 細川貂貂
- 監督 - 佐々部清
- 脚本 - 青島武
- 主題曲 - 矢沢洋子「アマノジャク」[3]
- 音樂 - 加羽沢美濃（編曲：海田庄吾）
- 攝影 - 浜田毅
- 美術 - 若松孝市
- 照明 - 守利賢一
- 主要設計師 - 小林久之
- 裝飾 - 柳澤武
- 化妝 - 宗田知子
- 動畫製作 - TMS Photo
- 錄音 - 柳屋文彦
- 整音 - 室薗剛
- 圖像 - 山下千鶴
- 編輯 - 大畑英亮
- 助監督 - 髙橋正弥
- 角色分配 - 杉野剛
- 制作担当 - 岩下真司、松田憲一良
- 音樂製作人 - 津島玄一
- 宣傳製作人 - 是木良介
- 醫療指導 - 中尾睦宏
- 醫療取材協力 - 樋口輝彦、五十嵐良雄
- 製作者 - 黒澤満、木下直哉、重村博文、平城隆司、福原英行、久保忠佳
- 企画 - 遠藤茂行、日達長夫
- 製片 - 國松達也、臼井正明
- 聯合製片 - 柳迫成彦
- 執行製片 - 望月政雄
- 製作公司 - Central Arts、Cine move
- 製作 - 「阿娜答有點blue」製作委員會（東映、木下集團、國王唱片、朝日電視台、東映Video、Gambit、朝日放送、IVS電視製作、Cine move、幻冬舎）
- 發行 - 東映
- 補助 - 文化藝術振興費補助金

## 外部連結
- 開眼電影網-阿娜答有點blue （页面存档备份，存于）
- 電影預告片 （页面存档备份，存于）